# Lespesia nimia
Lespesia nimia är en tvåvingeart som beskrevs av Cortes och Campos 1971. Lespesia nimia ingår i släktet Lespesia och familjen parasitflugor. Inga underarter finns listade i Catalogue of Life.